# Арлінгтон (Вісконсин)
Арлінгтон (англ. Arlington) — селище (англ. village) в США, в окрузі Колумбія штату Вісконсин. Населення — 844 особи (2020).

## Географія
Арлінгтон розташований за координатами 43°20′7″ пн. ш. 89°22′21″ зх. д. / 43.33528° пн. ш. 89.37250° зх. д. (43.335148, -89.372523).  За даними Бюро перепису населення США в 2010 році селище мало площу 2,63 км², уся площа — суходіл.

## Демографія
Згідно з переписом 2010 року, у селищі мешкало 819 осіб у 317 домогосподарствах у складі 233 родин. Густота населення становила 312 осіб/км².  Було 330 помешкань (126/км²).
Расовий склад населення:
| - 97,3 % — білих - 1,2 % — чорних або афроамериканців |

До двох чи більше рас належало 1,0 %. Частка іспаномовних становила 1,3 % від усіх жителів.
За віковим діапазоном населення розподілялося таким чином: 26,7 % — особи молодші 18 років, 63,4 % — особи у віці 18—64 років, 9,9 % — особи у віці 65 років та старші. Медіана віку мешканця становила 32,1 року. На 100 осіб жіночої статі у селищі припадало 96,4 чоловіків;  на 100 жінок у віці від 18 років та старших — 96,7 чоловіків також старших 18 років.
Середній дохід на одне домашнє господарство  становив 80 265 доларів США (медіана — 78 929), а середній дохід на одну сім'ю — 86 423 долари (медіана — 83 295). Медіана доходів становила 52 109 доларів для чоловіків та 45 313 долари для жінок. За межею бідності перебувало 2,2 % осіб, у тому числі 1,2 % дітей у віці до 18 років та 7,2 % осіб у віці 65 років та старших.
Цивільне працевлаштоване населення становило 493 особи. Основні галузі зайнятості: освіта, охорона здоров'я та соціальна допомога — 23,5 %, виробництво — 15,0 %, мистецтво, розваги та відпочинок — 9,7 %, фінанси, страхування та нерухомість — 8,9 %.